# Alfortville
Alfortville is een gemeente in het Franse departement Val-de-Marne in de regio Île-de-France. De gemeente telde 45.569 inwoners op 1 januari 2022. De plaats maakt deel uit van het arrondissement Créteil. De inwoners worden Alfortvillais genoemd.

## Geografie
De oppervlakte van Alfortville bedroeg op 1 januari 2022 3,67 vierkante kilometer; de bevolkingsdichtheid was toen 12.416,6 inwoners per km².
De onderstaande kaart toont de ligging van Alfortville met de belangrijkste infrastructuur en aangrenzende gemeenten.

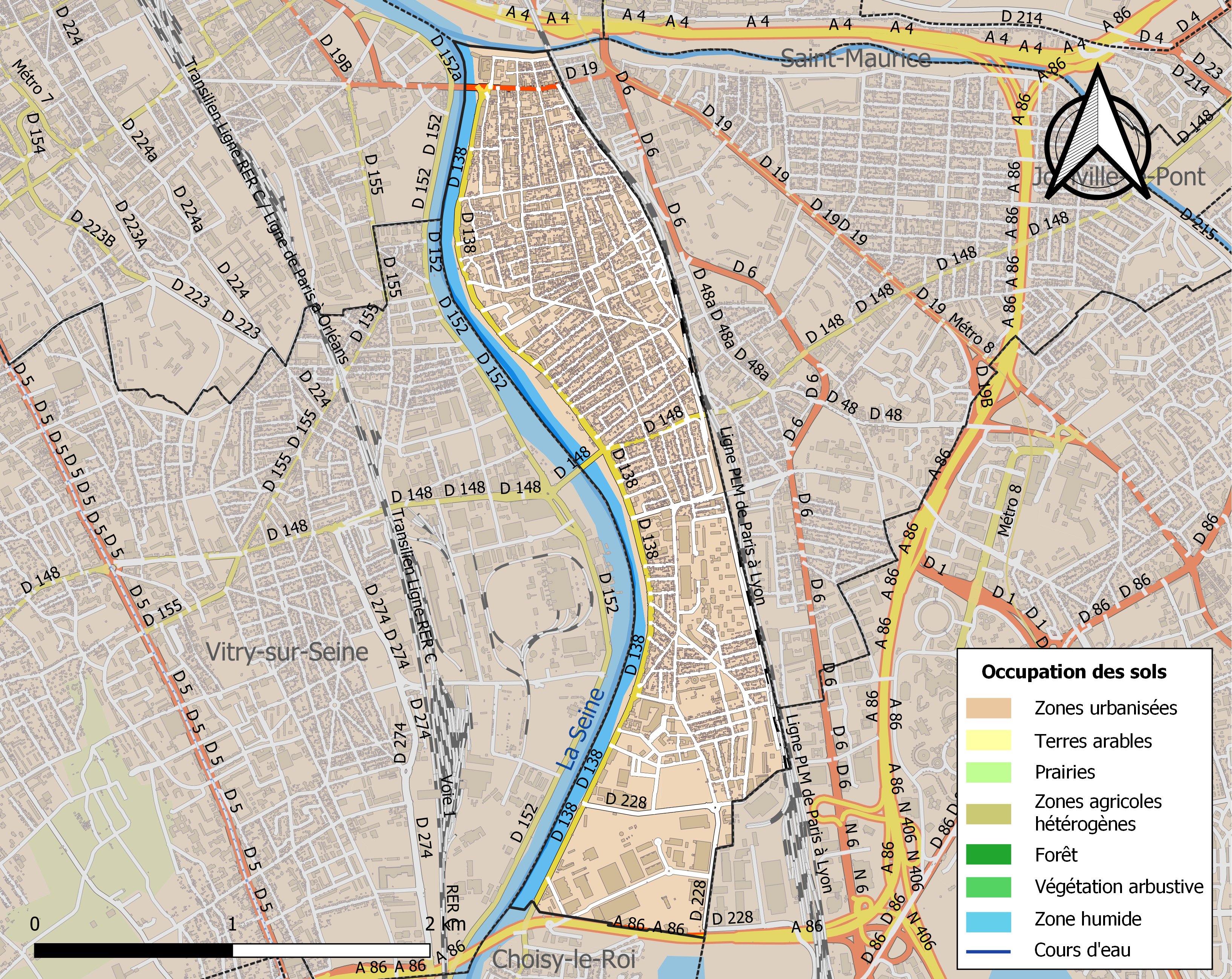

## Demografie
Onderstaande figuur toont het verloop van het inwonertal (bron: INSEE-tellingen).

## Sport
Alfortville was eenmaal startplaats van een etappe in de Tour de France.

## Geboren
- Jonathan Bamba (26 maart 1996), voetballer